# Жирнов, Иван Иванович
Иван Иванович Жирнов (1937—2006) — советский хозяйственный и государственный деятель, Герой Социалистического Труда.

## Биография
Родился в 1937 году на территории современной Псковской области. Член КПСС.
Окончил Ленинградское ремесленное училище 23.
В 1954—1997 — токарь-карусельщик, военнослужащий отдельного полка спецназначения КГБ, токарь-карусельщик, мастер участка, старший инженер-нормировщик, токарь-карусельщик Балтийского судостроительного завода имени Серго Орджоникидзе.
Указом Президиума Верховного Совета СССР от 7 февраля 1985 года присвоено звание Героя Социалистического Труда с вручением ордена Ленина и золотой медали «Серп и Молот».
Депутат Верховного Совета СССР 11-го созыва. Делегат XXVI съезда КПСС.
Умер в 2006 году в Санкт-Петербурге.

## Награды и звания
- Герой Социалистического Труда (07.02.1985)
- Орден Ленина (07.02.1985)
- Орден Трудового Красного Знамени (25.03.1974)